# Дідьє Біона
Дідьє Біона (22 лютого 2000 , Аоста ) — італійський біатлоніст. Учасник чемпіонату світу.

## Результати за кар'єру
Усі результати наведено за даними Міжнародного союзу біатлоністів.

### Чемпіонати світу
| Змагання     | Інд. перегони | Спринт | Перегони пер. | Мас-старт | Естафета | Змішана ес. | Од. змішана ес. |
| ------------ | ------------- | ------ | ------------- | --------- | -------- | ----------- | --------------- |
| Поклюка 2021 | 60            | 21     | 58            | —         | 6        | 6           | —               |

### Кубки світу
- Найвище місце в загальному заліку: 51-ше 2021 року.
- Найвище місце в окремих перегонах: 13-те.

#### Підсумкові місця в Кубку світу за роками
| Сезон     | Інд. перегони | Інд. перегони | Спринт | Спринт | Перегони пер. | Перегони пер. | Мас-старт | Мас-старт | Заг. залік | Заг. залік |
| Сезон     | Бали          | Місце         | Бали   | Місце  | Бали          | Місце         | Бали      | Місце     | Бали       | Місце      |
| --------- | ------------- | ------------- | ------ | ------ | ------------- | ------------- | --------- | --------- | ---------- | ---------- |
| 2019-2020 |               |               | -      |        | -             |               |           |           | 0          |            |
| 2020-2021 | 28            | 35            | 21     | 63     | 23            | 54            | 20        | 38        | 92         | 51         |